# ハニーボーイ
『ハニーボーイ』（Honey Boy）は2019年のアメリカ合衆国のドラマ映画。アルマ・ハレルの長編映画監督デビュー作で、出演はルーカス・ヘッジズとシャイア・ラブーフなど。
子役出身の俳優であるラブーフが自ら脚本を執筆し、自身の少年時代やマネジャー的役割の厳しい父親との関係を描いた自伝的作品だが、描かれる各事件は背景となる1995年と2005年のラブーフのキャリアとずれがあり、現実を下敷きにしただけと解釈すべきである。なお、原題の「Honey Boy」はラブーフの子供時代のニックネームである。

## ストーリー
20代の俳優、オーティス・ロートは交通事故を起こした。事故で負った怪我の治療中、オーティスはカウンセラーから「PTSDの症状が見られるのですが、何か思い当たることはありますか」と尋ねられた。その瞬間、オーティスは12歳の頃の自分が体験したことを思い出すのだった。子役として一家の生計を支えていたオーティスは、それ故に父親のジェームズから暴力を振るわれていたのである。ジェームズは誰よりも息子を愛していたが(少なくとも本人の自覚では)、息子に頼らざるを得ない自分に不甲斐なさを感じており、その憤懣をオーティスにぶつけていたのである。

## キャスト
- オーティス・ロート: ルーカス・ヘッジズ
  - 子供時代: ノア・ジュープ
- ジェームズ・ロート: シャイア・ラブーフ - オーティスの父親。
- シャイガール: FKAツイッグス
- サンドラ: マイカ・モンロー
- 母親: ナターシャ・リオン
- アレック: マーティン・スター
- パーシー: バイロン・バワーズ（英語版）
- モレノ博士: ローラ・サン・ジャコモ
- トム: クリフトン・コリンズ・Jr

## 製作
シャイア・ラブーフが本作の脚本を執筆したのは、アルコール依存症のリハビリテーション・プログラムの一環であった。そのため、当初、ラブーフには脚本を映画化する意欲はあまりなかった。ところが、完成した脚本を友人のアルマ・ハレルに見せたところ、その出来映えに感動したハレルから「是非私の手で映画化したい」と言われたのだという。また、ラブーフは父親と6～7年もの間絶縁状態にあったが、本作の製作をきっかけに、父親と会って話をしたのだという。
2018年3月16日、ラブーフとルーカス・ヘッジズが本作に出演するとの報道があった。4月17日、ノア・ジュープの出演が決まったと報じられた。5月、クリフトン・コリンズ・Jrとマイカ・モンローが起用された。本作の主要撮影は同月中にロサンゼルスで始まった。6月、FKAツイッグスがキャスト入りした。12月12日、アレックス・ソマーズが本作で使用される楽曲を手掛けるとの報道があった。

## 公開・マーケティング
2019年1月25日、本作はサンダンス映画祭でプレミア上映された。2月2日、アマゾン・スタジオズが本作の全米配給権を購入したと報じられた。8月8日、本作のオフィシャル・トレイラーが公開された。9月6日、本作は第44回トロント国際映画祭で上映された。

## 評価
本作は批評家から絶賛されている。映画批評集積サイトのRotten Tomatoesには238件のレビューがあり、批評家支持率は95%、平均点は10点満点で7.7点、批評家の一致した見解は「シャイア・ラブーフは『ハニーボーイ』という映画を作り上げる中で、過去に負った傷を癒やしていった。彼のユニークな視点はあらゆる出自の観客の心に響くはずである。」となっている。また、Metacriticには41件のレビューがあり、加重平均値は73/100となっている。